# دهستان میزدج علیا
میزدج علیا، دهستانی است از توابع بخش باباحیدر شهرستان فارسان در استان چهارمحال و بختیاری ایران.

## جمعیت
براساس سرشماری سال ۱۳۸۵ جمعیت آن ۱۴٬۳۶۶ نفر (۳٬۱۷۳ خانوار) بوده‌است.